# Morgan Plus 4
El Morgan Plus 4 (o +4) es una versión con motor más potente y, en el caso de los primeros años, un poco más larga del modelo 4/4 del 1950 de Morgan Motor Company. Fue fabricado entre 1950 y 1969. El Plus 4 fue restablecido en 1985 y llenó el vacío entre el 4.4 y el 8 Plus hasta el año 2000, fue restablecido de nuevo en 2005. 
Después de la Segunda Guerra Mundial Morgan había vuelto a introducir su modelo 4/4 equipado con un motor estándar de 1267 cc. Este continuó en producción hasta 1950, cuando fue sustituido por uno de mayores dimensiones, el Plus 4, anunciado en Earls Court Motor Show el año 1950.
El Plus 4 en su presentación fue equipado con un motor de 2088 cc, basado en el utilizado en el Vanguard estándar, y un chasis con una distancia entre ejes alargada 102 mm (4 pulgadas). Además de instalarse por primera vez en un Morgan frenos hidráulicos, al principio todos eran de tambor.
En 1953 una versión de mayor rendimiento fue anunciado con el motor de 4 cilindros en línea de 1991 cc, tal como se utiliza en el Triumph TR3. Los frenos de disco delanteros se convirtieron en una opción en 1959 y formó parte del equipamiento de serie en 1960. A partir de 1962 el motor también lo montó en el Triumph TR4, pero aumentado a un cubicaje de 2138 cc.
En 1955 reapareció el modelo 4/4 menos potente en forma de fase II. La distancia entre ejes de 2438 mm (96 in) del Plus 4 fue adoptada también por el 4/4 cuando reapareció en 1955, ya que los dos coches eran de la misma longitud y anchura. 
También el 1962 en el Salón de Ginebra.
En el stand oficial en el Salón del Automóvil de Ginebra de Morgan exhibió un muy extraoficial Morgan +4 Ashley Sportiva Coupe desarrollado por el entonces importador suizo de Morgan. 
Los detalles se muestran en el sitio web de Morgan 4 Ashley Coupe Story. (ver más abajo en enlaces externos)

## Estilos de la carrocería
Los estilos de carrocería disponibles eran los deportivos de 2 plazas, deportivos de 4 plazas y el más lujoso coupé descapotable de 2 o 4 plazas (coupé de solamente 4 plazas entre 1954-1956). 
Una de las peculiaridades interesantes del Plus 4 era que el capó del motor instalado tan cerca del motor que no dejaba espacio para un filtro de aire. Algunos propietarios estiraron una gasa sobre el carburador.

## Uso en competición
Una versión de competición, el Plus 4 Super Sports estaba disponible a partir de 1962 con un motor afinado y una carrocería ligera. 
Chris Lawrence y Richard Shepherd-Barron ganaron la clase GT en las 24 Horas de Le Mans el 1962, conduciendo un Plus Four. El coche ganador, con número de chasis 4840, tenía la matrícula XRX 1 en 1961, pero cambió a TOK 258 desde finales de 1961 hasta mediados de 1964 (al menos 4 diferentes Morgans han llevado matrícula TOK 258). Cuando fue vendido por Chris Lawrence a A. Dence en 1964 la matrícula pasó a ser JHX 142B.

## Rendimiento
Uno de dos plazas equipado con el motor del TR3 fue probado por la revista británica The Motor en 1958, en la que se afirmaba que tenía una velocidad máxima de 161,4 km/h (100,3 mph) y podría acelerar de 0-97 km/h (60 mph) en 9,7 segundos. Además registró un consumo de combustible de 10,4 L cada 100 km (27,1 millas por galón imperial, 22,6 mpg-Estados Unidos). El coche de prueba costó £ 1017 incluyendo impuestos de £ 340.

## Evolución del Morgan Plus 4

widths="200"
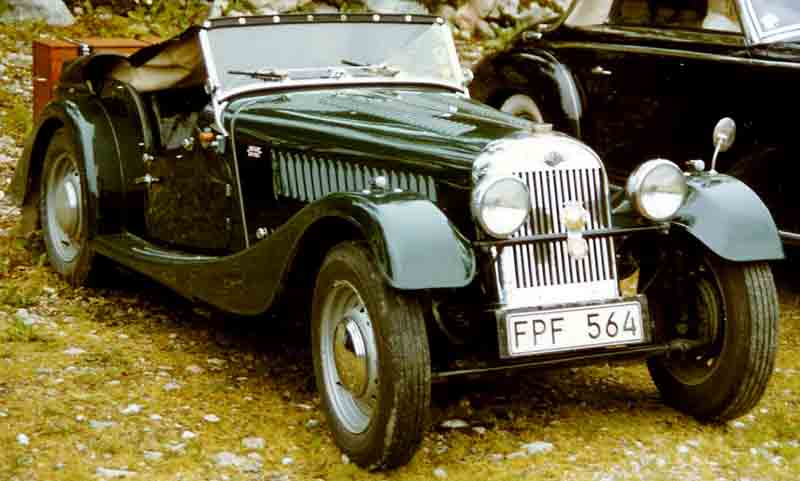
Morgan Plus 4, 4 plazas 1951
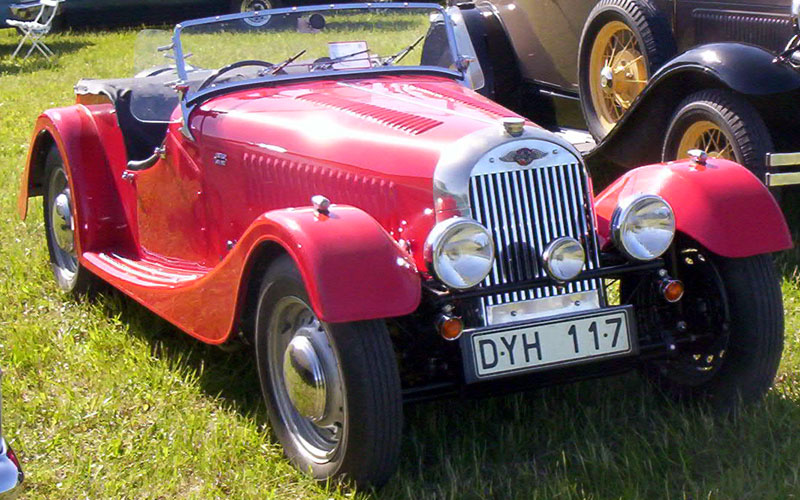
Morgan Plus 4, 2 plazas 1953
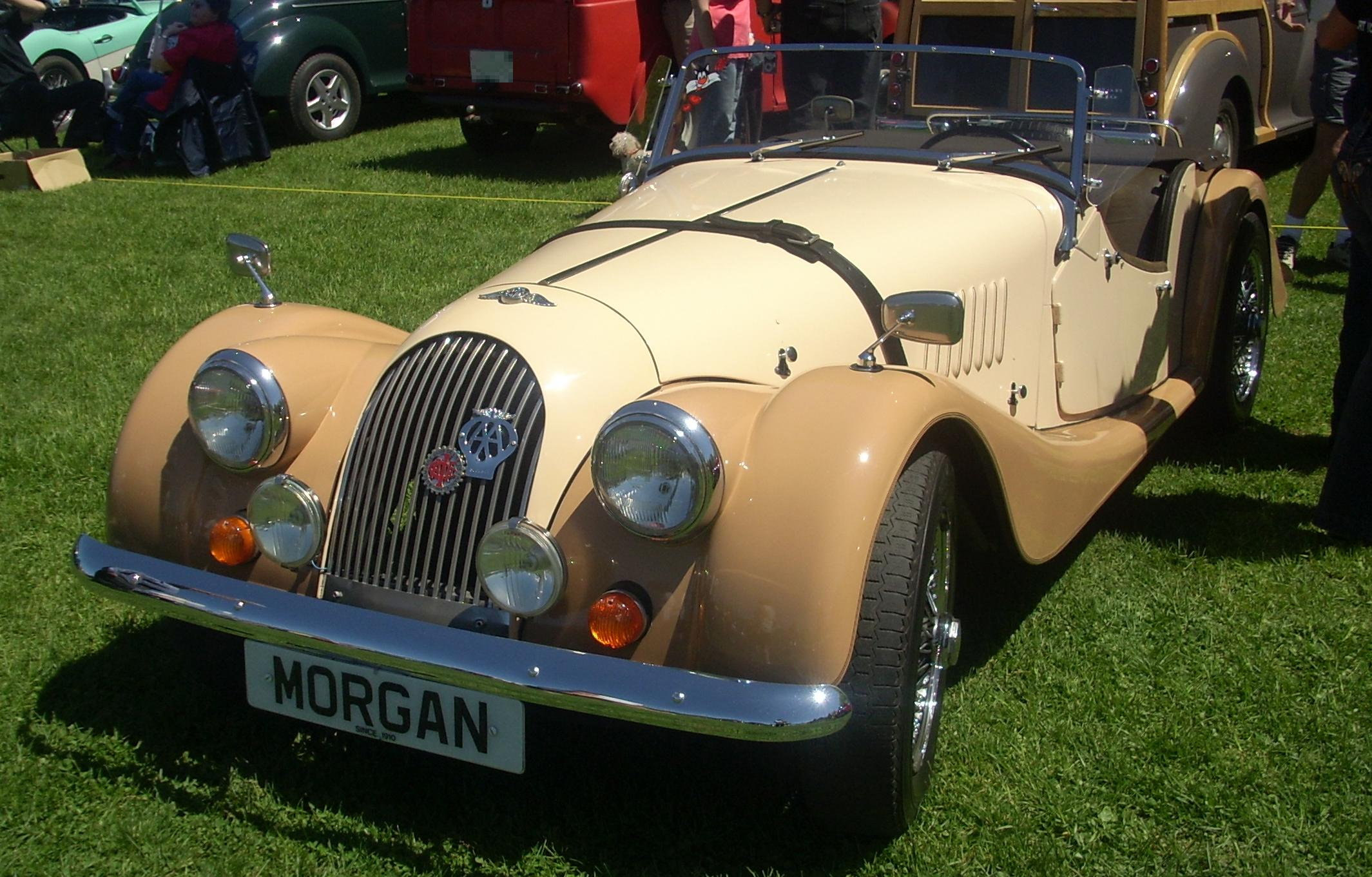
1968 Morgan Plus 4
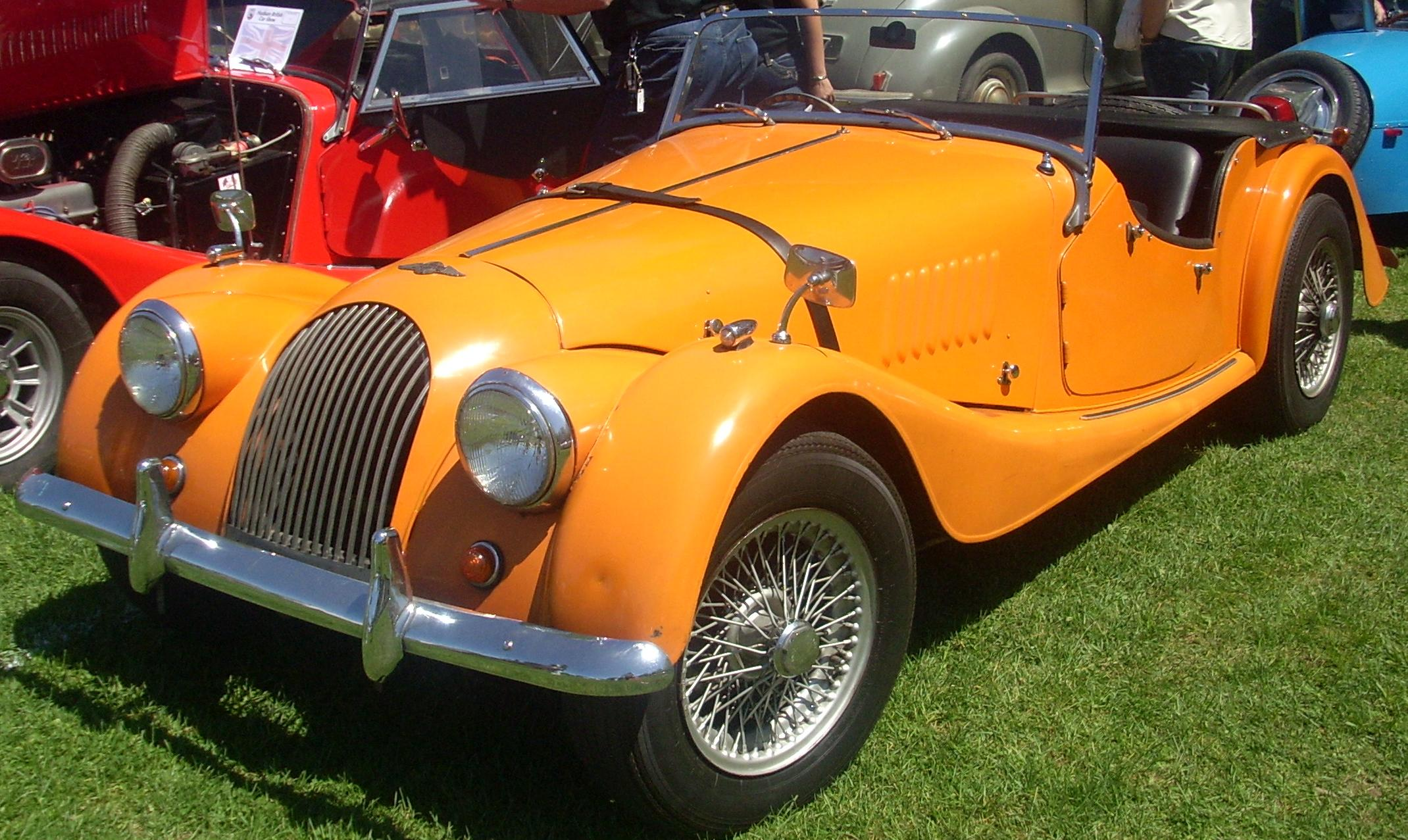
1970 Morgan Plus 4
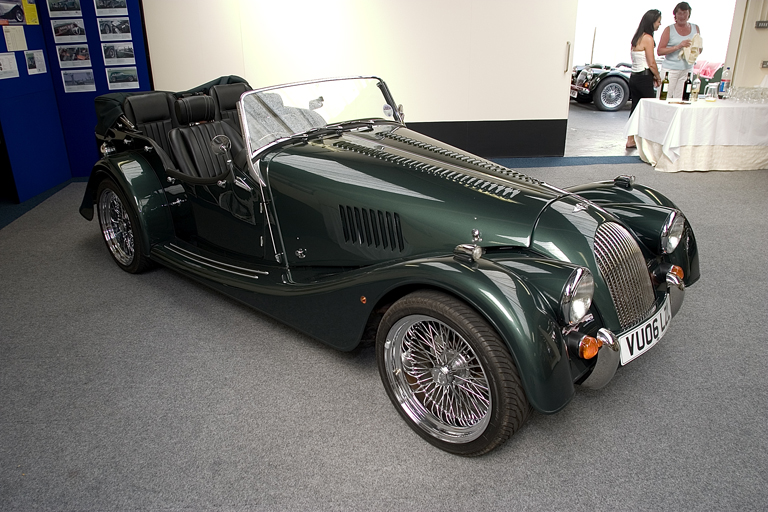
2006 Morgan Plus 4
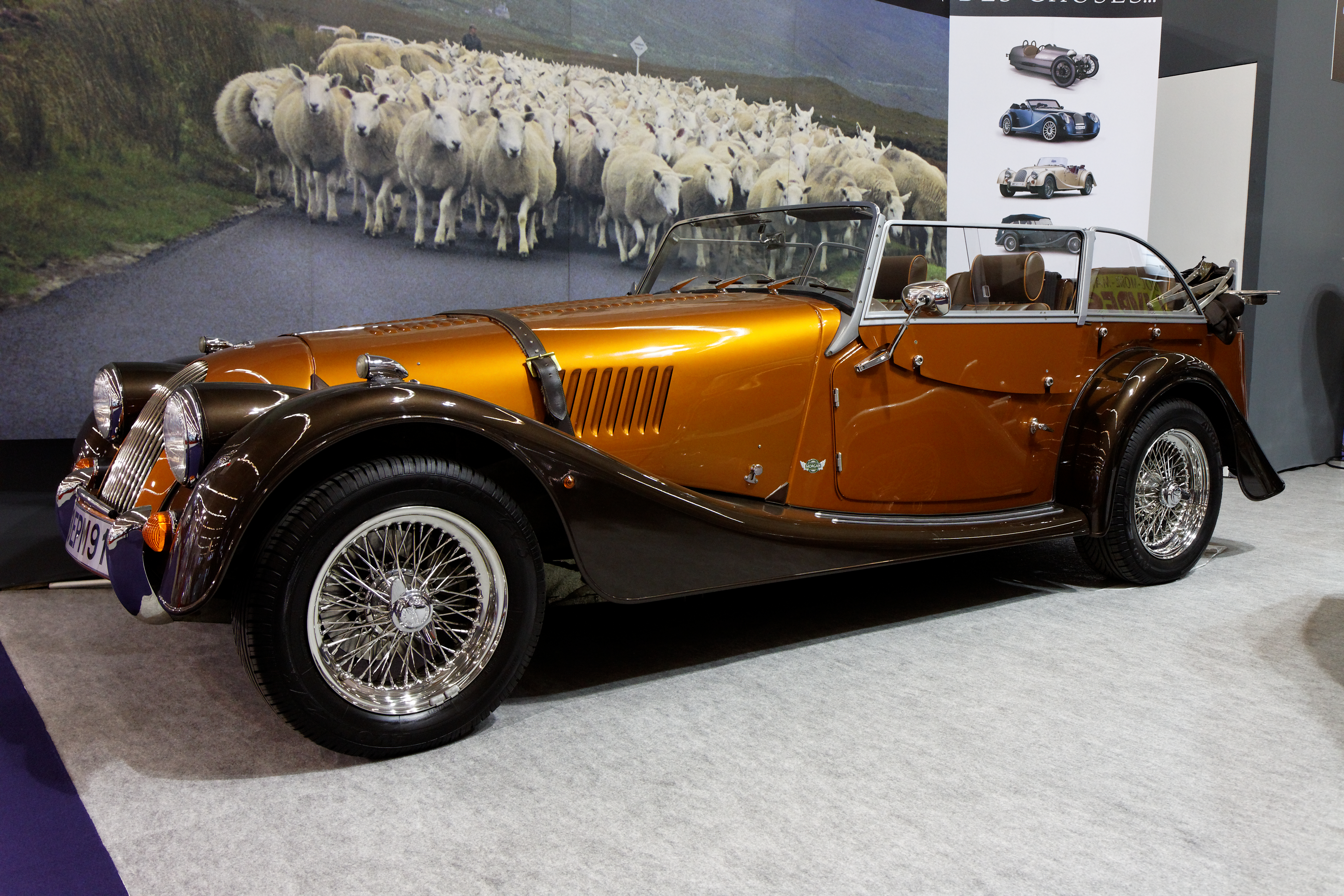
2011 Morgan Tourer Plus 4